# 斯泰瑟姆峰
斯泰瑟姆峰（英語：Statham Peak），是南極洲的山峰，位於葛拉漢地西岸的法利埃海岸，屬於珀普萊克斯嶺的一部分，海拔高度1,170米，現時由南極條約體系管理。